# The Von Bondies
The Von Bondies — американський рок гурт з Детройту, що припинив існування 2011 року.

## Склад
- Джейсон Столстеймер — вокал, електронна гітара;
- Крісті Хант — електронна гітара, вокал;
- Лінн Бенкс — бас-гітара, вокал;
- Дон Блум — ударні, перкусія.

## Історія
У 2000 році Джейсон Столстеймер та Марсі Болен відвідали  концерт японського гараж-панк гурту Guitar Wolf. У той час, Столстеймер працював барменом, а Марсі перукарем. Під впливом від виступу вони вирішили організувати власний гурт, The Baby Killers, який гастролював з іншими гуртами з Детройту: The Detroit Cobras, The Go та The White Stripes. Після того як до гурту приєднались Лорен Вілкокс (бас — гітара) і Дон Блум (барабани) було вирішено змінити назву на The Von Bondies.

## Дискографія

### Студійні альбоми
- 2001 — Lack of Communication;
- 2003 — Raw and Rare;
- 2004 — Pawn Shoppe Heart;
- 2009 — Love, Hate And Then There's You.

### Синґли
- 2002 — It Came From Japan;
- 2004 — C'mon C'mon;
- 2008 — We Are Kamikazes (Pale Bride).